# Каракеткен
Каракеткен (каз. Қаракеткен) — село в Жалагашском районе Кызылординской области Казахстана. Административный центр Каракеткенского сельского округа. Код КАТО — 433645100.

## Население
В 1999 году население села составляло 1335 человек (680 мужчин и 655 женщин). По данным переписи 2009 года, в селе проживало 1265 человек (657 мужчин и 608 женщин).